# Myndus adiopodoumeensis
Myndus adiopodoumeensis är en insektsart som beskrevs av Synave 1962. Myndus adiopodoumeensis ingår i släktet Myndus och familjen kilstritar. Inga underarter finns listade i Catalogue of Life.